# トマス・M・ディッシュ
トマス・マイケル・ディッシュ（Thomas Michael Disch、日本語ではトーマスとも、1940年2月2日 - 2008年7月4日）は、アメリカ合衆国のSF作家、詩人、評論家。1980年にジョン・W・キャンベル記念賞、1999年にヒューゴー賞関連書籍部門を受賞。星雲賞海外短編部門を2度受賞している。

## 概要
1960年代にSF雑誌に作品が掲載されるようになった。SF長編『人類皆殺し』、『キャンプ・コンセントレーション』、『334』、『歌の翼に』といった作品の評価が高く、ニュー・ウェーブ運動の中心となったSF作家の一人であり、数々の実験的作品を世に問うた。ヒューゴー賞、ネビュラ賞に幾度もノミネートされたが受賞せず「無冠の帝王」と綽名されたが、1998年に発表した文化へのSFの影響を考察した評論 The Dreams Our Stuff Is Made Of で、初のヒューゴー賞関連書籍部門を受賞。SF界きっての知性派と言われた。他にはニューヨーク・タイムズや The Nation といった定期刊行物に演劇やオペラの評論を書いていた。また、トム・ディッシュの名で詩集も何冊か出版している。
1966年の短編『リスの檻』（THE SQUIRREL CAGE）はニュー・ウェーブを象徴する作品として有名であり、日本でも第1回（1970年）星雲賞海外短編賞受賞。長編『歌の翼に』でキャンベル記念賞を受賞（1980年）。「児童向け」作品『いさましいちびのトースター』も好評で、第13回（1982年）星雲賞海外短編賞を受賞したほか、本国ではアニメーション映画化された。
長期に渡るうつ病の末、2008年7月4日または5日にニューヨーク州ニューヨークで拳銃自殺した。

## 生涯
アイオワ州デモイン生まれ。1946年ポリオに感染したため、1年間は母がホームスクーリングを行った。そのため、幼稚園から小学校の2年生に編入された。小学校はカトリック系だった。そのためか作品にカトリック教会への痛烈な批判が描かれていることがある。1953年、一家で両親それぞれの両親が住むミネソタ州ミネアポリス/セントポールに引越した。ミネアポリスでディッシュはSFや演劇や詩に出会うことになった。詩は彼にとって文学への入口だった。学校の教師 Jeannette Cochran が100行の詩を生徒たちに暗記させた際、ディッシュはその10倍の詩を暗記してみせたという。初期の傾向はその後の彼の詩的形式や評論の方向性にも影響を与えている。
1957年に高校を卒業すると、製図工見習いとして一時期働いている。それで資金をためるとニューヨークに上京し、マンハッタンのアパートに居を構え、様々な方面に情熱を発揮しはじめた。メトロポリタン歌劇場で合唱団員として働き、その後書店で働き、次に新聞社で働いた。18歳になると陸軍に入隊。しかし軍隊生活は全く合わなかったようで、すぐさま3カ月間精神科に通うことになった。除隊するとニューヨークに戻り、独特の間接的方法で芸術を再び追求しはじめた。このころ経験した職が後の成功に役立った。演劇好きだったためニューヨークの劇場の手荷物預かり所で働き、その経験が後の演劇評論の仕事に結びついている。最終的に保険会社に職を得て、学校にも通うようになった。建築関連の学校に一時的に通った後、ニューヨーク大学の定時制に入学した。中編小説創作クラスとユートピア小説クラスを受講し、そこで彼のSF作品のテーマや作風の一部が形成された。1962年5月、彼は中間試験の勉強をする代わりに短編小説の執筆を始めた。その短編小説  "The Double Timer" は112.50ドルで売れた。これに気をよくしてニューヨーク大学を中退し、銀行員、死体安置所助手、編集助手などの職を転々としながら作家としての経歴を積み始めた。その後数年間はSF短編も書いているが、同時に詩にも手を出している。詩人としてのデビュー作 "Echo and Narcissus" は Minnesota Review の1964年夏の号に掲載された。
ディッシュがSF界に入ったころ、パルプ・マガジンでは古い冒険ものと、よりシリアスで大人っぽく暗い物語とが競合していた。これをニュー・ウェーブ運動と呼び、SFが12歳の子供の願望を表現する以上のものであることを示そうとするものだった。ニューヨークの主流文学の文壇と張り合おうという気はなかったが、ディッシュはこのSFの新たなジャンルに飛び込み、その形式と約束事からの解放を開始した。処女長編『人類皆殺し』は1965年に出版された。
1966年、盟友のジョン・スラデックとともにイギリスに渡る。ディッシュのより文学的なSF作品の多くはマイケル・ムアコック編集のニュー・ウェーブ雑誌  New Worlds に主に掲載された。
ディッシュは世界各地を旅し、イングランド、スペイン、ローマ、メキシコなどに住んだ。それでも人生の最後の20年間はニューヨークに住み続けた。ユニオンスクエアを見下ろすアパートに長く住み、「ニューヨークという都市は私にとって世界そのものだ」と語っていた。
執筆が彼の人生の中心を占めるようになった。ディッシュはそのころの自身の変貌を単なる好事家から「したいことはわかっているが、忙しすぎてそれができない誰か」になったと表現している。『人類皆殺し』の後、『キャンプ・コンセントレーション』や『334』を書いた。その後もSF、ゴシック小説、評論、戯曲、オペラのリブレット（「フランケンシュタイン」など）、子供向けの散文や詩、詩などを発表していった。1980年代にはSFよりもホラー小説中心となり、『ビジネスマン』、『M・D』、The Priest、The Sub といった一連の本をミネアポリスで出版している。
また、The Nation、The Weekly Standard、Harper's、ワシントン・ポスト、ロサンゼルス・タイムズ、ニューヨーク・タイムズ、エンターテイメント・ウィークリーといった媒体に書評や演劇評を定期掲載していた。ディッシュは作家としての長い経歴の中で、様々な形式やジャンルに挑戦した。小説家兼詩人としてディッシュはSF作家の烙印を常に感じていた。「私は文学には階級があると思う。The New Yorker に作品を売るには私は間違った方向から来てしまった。私がアーティストとしてどんなに優れていたとしても、彼らには私がいた場所がにおいでわかってしまう」
ディッシュは作家フィリップ・K・ディックの友人であり、ディックを尊敬していたが、ディックは1974年にディッシュを告発する偏執狂的な手紙をFBIに出したことがある。それはディッシュの『キャンプ・コンセントレーション』の中に暗号化されたメッセージが隠されていると示唆するものだった。ディッシュはこれに気づかず、フィリップ・K・ディック賞創設にも尽力した。
ディッシュはニューヨーク市内のアパートとニューヨーク州バリービルの家を30年来のパートナーで詩人の Charles Naylor と共有していた。ディッシュの私生活はほとんど明らかにされていない。彼は1968年に同性愛者であることを明かしている。同性愛的傾向は詩によく現れており、1979年の長編『歌の翼に』にも顕著である。しかし、同性愛コミュニティのために何かを書くことはなかった。「私自身はゲイだが、ゲイ文学は書かない」と語っている。インタビューでも性的傾向について語ることはほとんどなかったが、1981年にカナダのゲイ雑誌 The Body Politic のインタビューに応じている。2005年にNaylorが亡くなると、バリービルの家を手放さざるを得なくなり、同時にアパートのNaylorのぶんの賃料まで支払うことになり、確実にうつが進行していった。2006年4月から自殺するまで、彼はLiveJournalに詩などを定期的に発表していた。
最後の長編 The Word of God は2008年夏に出版された。死後には後期の作品を集めた短編集 The Wall of America が出版されている。

## コンピュータゲームのデザイナー
1987年、ディッシュはニュージャージー州のソフトウェア会社 Cognetics Corporation とゲーム販売会社エレクトロニック・アーツと共同でテキストアドベンチャーゲーム Amnesia を制作した。当時の他のテキストアドベンチャーとは明らかに異なるゲームで、ディッシュのニューヨークへの愛が溢れていた。そのころ既にテキストアドベンチャーは下火になっており、商業的にはあまり成功しなかった。マンハッタンの南側の各所を自由に行き来できるというゲームシステムだったが、フロッピーディスクベースで容量が限られていたため、ディッシュの書いた内容の大半がカットされた。

## 演劇関係の経歴
ディッシュは演劇評を雑誌に連載していたことで知られているが、同時に "Ben-Hur" や "The Cardinal Detoxes" という2つの戯曲を書いたことでも知られている。"Ben-Hur" は歴史小説『ベン・ハー』だけでなく、作者ルー・ウォーレスの生涯とその時代を掘り下げた作品である。ディッシュは、エイブラハム・リンカーン暗殺に関与したとしてメアリー・スラット（アメリカ連邦政府によって死刑に処された史上初の女性）を処刑したことへの自責の念からウォーレスが『ベン・ハー』を書いたという説を展開している。"The Cardinal Detoxes" はカトリックの司教が飲酒運転で人身事故を起こしてしまい、修道院に監禁される話である。司教は解放してもらうために、大小さまざまなよからぬ秘密をネタとして教会を脅迫する。これを上演すると、ニューヨーク大司教区から上演中止の要請があった。この件がニューヨーク・タイムズに記事として掲載され、さらにAP通信が全世界に報道したため、1990年代最大の検閲問題として注目された。その戯曲そのものも文学的評価が高い。

## 詩人としての経歴
ディッシュは小説を執筆する傍らで1964年から詩も発表し、1972年に最初の詩集を出版した。ディッシュは詩と小説の読者は違うと想定して、ペンネームも単純化したトム・ディッシュにしていた。Highway Sandwiches や Haikus of an AmPart ではソネット形式の中で様々な実験をしているが、The Dark Old House では厳密な形式と自由な形式の混合を試みている。アメリカの詩人によく見られるように、ディッシュもユーモアとイロニーをよく使っていた。
ディッシュの詩人としての評価は旧作を集めた1989年の詩集 Yes, Let's で確立された。その後新作を集めた詩集 Dark Verses & Light を1991年に出版した。1995年と2002年には詩の評論集を出版している。
死の直前には雑誌から注文があっても詩を雑誌に掲載することをやめ、Livejournal で直接世間に公表するのを好むようになった。死の10日前に行われたインタビューでディッシュは「私が詩を書くのは、それが私に出来る最も難しいことだからだ。そして、騎手がよい馬に乗るのを楽しむように、私は詩作を楽しんでいる」と述べていた。

## 作品リスト
日本語訳された書籍のみ挙げた。

### 長篇
- THE GENOCIDES(1965) - 『人類皆殺し』 深町眞理子訳、早川書房〈ハヤカワ文庫SF〉（1976年）
- ECHO ROUND HIS BONES(1967) - 『虚像のエコー』 中桐雅夫訳、早川書房〈ハヤカワ文庫SF〉（1979年）
- Black Alice(1968) - 『黒いアリス』 各務三郎訳、角川書店〈角川文庫〉（1976年） - ジョン・スラデックとの合作で「トム・デミジョン」というペンネームで発表
- CAMP CONCENTRATION(1968) - 『キャンプ・コンセントレーション』 野口幸夫訳、サンリオ〈サンリオSF文庫〉（1986年）
- THE PRISONER(1969) - 『プリズナー』 永井淳訳、早川書房〈ハヤカワ文庫SF〉（1977年） - 連続テレビドラマ「プリズナーNo.6」の設定を使って、違った展開をするノベライズ。
- ON WINGS OF SONG(1978) -『歌の翼に』 友枝康子訳、サンリオ サンリオSF文庫,国書刊行会〈未来の文学〉、2009年。
- THE BRAVE LITTLE TOASTER(1980) - 『いさましいちびのトースター』 浅倉久志訳、早川書房〈ハヤカワ文庫SF〉（1996年） - 映画『ブレイブ・リトル・トースター』の原作。
- THE BUSINESSMAN A TALE OF TERROR(1984) -『ビジネスマン』 細美遥子訳、東京創元社〈創元推理文庫〉（1990年）
- THE BRAVE LITTLE TOASTER GOES TO MARS(1988) -『いさましいちびのトースター火星へ行く』 浅倉久志訳、早川書房〈ハヤカワ文庫SF〉（2000年） - 映画『ブレイブ・リトル・トースター 火星へ行こう!』の原作。
- THE M. D.(1991) -『M・D』 松本剛史訳、文藝春秋〈文春文庫〉（1996年）

※未訳作品は数冊ある。

### 短篇集
- 334(1972) -『334』 増田まもる訳、サンリオ〈サンリオSF文庫〉（1979年） - 連作短編集
- The Asian Shore『アジアの岸辺』若島正編、浅倉久志他訳、国書刊行会〈未来の文学〉（2004年） - 日本版オリジナル短編集。

他に短編多数。

### 評論
- On SF(2005) -『SFの気恥ずかしさ』 浅倉久志／小島はな訳、国書刊行会〈未来の文学〉（2022年）